# Rafael de Sousa
Rafael Afonso de Sousa (ur.  w 1900 w Quiaios w gminie Figueira da Foz, zm. ?) – portugalski pięcioboista nowoczesny i strzelec, olimpijczyk.

## Kariera
Wystąpił na Letnich Igrzyskach Olimpijskich 1932. Zajął 22. miejsce w zawodach indywidualnych w pięcioboju nowoczesnym, wyprzedzając trzech zawodników. W Los Angeles wystartował także w jednej konkurencji strzeleckiej – pistolecie szybkostrzelnym z 25 m, w którym zajął 7. pozycję (startowało 16 strzelców).
W 1929 roku został mistrzem Portugalii w karabinie wojskowym w trzech postawach z 300 m i karabinie wojskowym leżąc z 300 m.

## Wyniki

### Igrzyska olimpijskie
Pięciobój nowoczesny
| Igrzyska         | Konkurencja   | Wynik    | Miejsce | Źródło |
| ---------------- | ------------- | -------- | ------- | ------ |
| Los Angeles 1932 | Indywidualnie | 102 pkt. | 22      | [ 1 ]  |

Strzelectwo
| Igrzyska         | Konkurencja                   | Wynik            | Miejsce | Źródło |
| ---------------- | ----------------------------- | ---------------- | ------- | ------ |
| Los Angeles 1932 | Pistolet szybkostrzelny, 25 m | 29 pkt. (18–6–5) | 7       | [ 2 ]  |